# Bolesław Lubosz
Bolesław Lubosz (ur. 11 stycznia 1928 w Tarnowskich Górach, zm. 7 września 2001 w Katowicach) – polski poeta, prozaik, eseista, satyryk oraz tłumacz literatury niemieckiej i łużyckiej, Honorowy Obywatel Miasta Tarnowskie Góry.

## Życiorys
Ukończył filologię polską i słowiańską na Uniwersytecie Jagiellońskim. Debiutował w 1950 na łamach „Dziennika Zachodniego” jako poeta. W latach 1958–1974 był kierownikiem literackim teatrów w Bielsku-Białej, Sosnowcu i Częstochowie. Od 1962 roku należał do PZPR. W latach 1974–1982 był zastępcą redaktora naczelnego Wydawnictwa „Śląsk”. W latach 1970–1983 był redaktorem dwutygodnika „Poglądy” (Katowice), a w 1982 – zastępcą redaktora naczelnego. W latach 1983–1990 był redaktorem tygodnika „Panorama”. Prowadził równocześnie wykłady na Uniwersytecie Śląskim.

## Odznaczenia i nagrody
W czasach PRL był odznaczony m.in.: Krzyżem Kawalerskim Orderu Odrodzenia Polski, Złotym Krzyżem Zasługi, odznaką Zasłużony Działacz Kultury, Złotą honorową odznaką Trybuny Robotniczej (1979) i innymi.
Nagrody:
- 1972 – nagroda Województwa Katowickiego
- 1986 – nagroda miasta Katowic
- 1999 – Nagroda im. Wojciecha Korfantego nadana przez Związek Górnośląski[3]

## Upamiętnienie

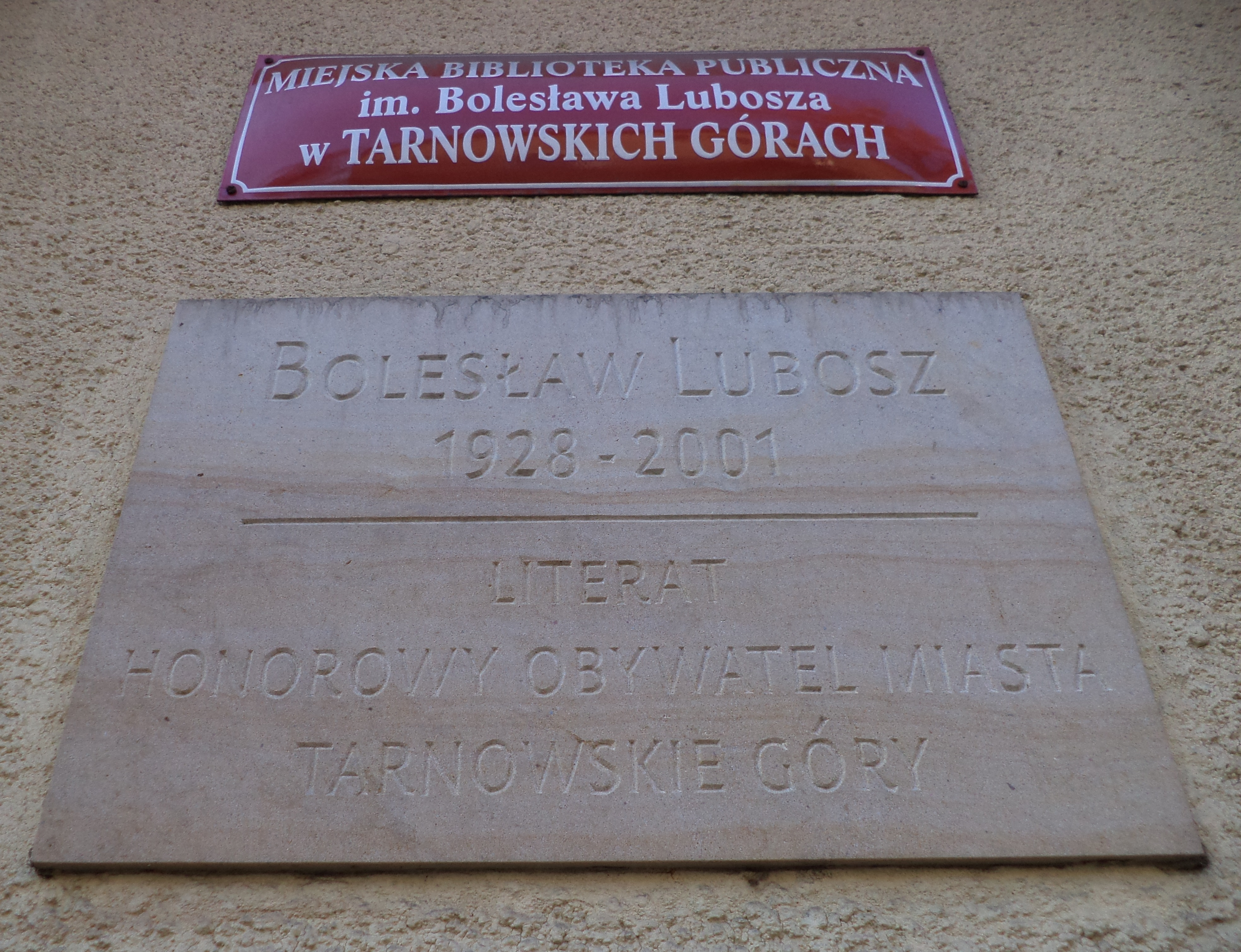
Tablica upamiętniająca Bolesława Lubosza na budynku Miejskiej Biblioteki Publicznej w Tarnowskich Górach

Od 8 maja 2009 imię Bolesława Lubosza nosi Miejska Biblioteka Publiczna w Tarnowskich Górach. Ponadto na podstawie uchwały nr XIX/248/2016 Rady Miejskiej w Tarnowskich Górach z dn. 23 marca 2016 jedna z ulic dzielnicy Rybna również nosi jego imię.

## Wybrane publikacje
- Czas ballady (tomik poezji)
- Milczenie węgla (tomik poezji)
- Opowieści o sławnych kochankach (powieść)
- Kraina gwarków i lasów (1969)
- Alfabet śląski (1995)